# Préfecture de Salé
La préfecture de Salé est une subdivision à dominante urbaine de la région marocaine de Rabat-Salé-Kénitra. Son gouverneur, depuis 2019, est Omar Touimi. 

## Géographie
Avec une superficie de 672 km2, le territoire de la préfecture de Salé représente 7 % de celui de l'ancienne région de Rabat-Salé-Zemmour-Zaër (9 580 km2).

## Administration et politique

### Découpage administratif
Selon la liste des cercles, des caïdats et des communes de 2008, la préfecture de Salé est composée de quatre communes, dont :
- deux communes urbaines (ou municipalités) : Salé, le chef-lieu, et Sidi Bouknadel ;
- deux communes rurales rattachées à deux caïdats, eux-mêmes rattachés à un cercle :
  - cercle de Salé-Banlieue :
    - caïdat d'Arbaa Shoul : Shoul,
    - caïdat d'Ameur : Ameur.

La commune urbaine de Salé est divisée en cinq arrondissements ainsi fixés en 2003 : Bab Lamrissa, Bettana, Hssaine, Layayda et Tabriquet.

### Circonscriptions législatives
Au sein de la préfecture de Salé, les circonscriptions électorales pour élire les membres de la Chambre des représentants sont au nombre de deux :
- Salé Médina, réunissant trois arrondissements de la commune de Salé (Bab Lamrissa, Bettana et Tabriquet) ;
- Salé Al Jadida, réunissant deux arrondissements de la commune de Salé (Hssaine et Layayda) et les autres communes (Ameur, Sidi Bouknadel et Shoul)[5].

### Gouverneurs
- Depuis le 20 février 2019 : Omar Touimi[6]
- Depuis le 11 mai 2012 : Abdesslam Bekrat, précédemment gouverneur de la province de Ouarzazate[7]
- 22 janvier 2009-11 mai 2012 : Alami Zbadi, précédemment gouverneur de la province d’El Hajeb et devenu ensuite gouverneur attaché à l'Administration centrale du ministère de l'Intérieur[8]
- 22 juin 2005-22 janvier 2009 : Mohamed Sabri, précédemment gouverneur de la préfecture d’arrondissements de Moulay Rachid – à Casablanca – et devenu ensuite gouverneur de la province de Khouribga[7]

## Démographie
Populations totale, urbaine et rurale
De 1994 à 2004 :
- la population de la préfecture de Salé est passée de 631 803 à 823 485 habitants[9], augmentant d'environ 30 % ;
- sa population urbaine de 386 319 à 769 500 habitants[9], augmentant de presque 100 % ;
- sa population rurale de 45 384 à 53 985 habitants[9], augmentant d'environ 19 % ;
- la proportion de la population urbaine par rapport à la population totale d'environ 61 % en 1994 à environ 93,5 % en 2004.

Population communale
La commune d'Ameur ayant été créée en 2008 par démembrement de celle de Sidi Bouknadel, le dernier recensement ayant eu lieu en 2004 et le prochain étant prévu pour 2014, le tableau suivant n'indique donc pas la population légale d'Ameur, et le nombre d'habitants fourni pour Sidi Bouknadel est relatif à l'ancien territoire de cette commune. 
| Communes       | 2004    | 2017    |
| -------------- | ------- | ------- |
| Salé           | 579 850 | 760 186 |
| Sidi Bouknadel | 61 987  | 43 593  |
| Shoul          | 29 959  | 19 706  |